# Buigny-l'Abbé
Buigny-l'Abbé är en kommun i departementet Somme i regionen Hauts-de-France i norra Frankrike. Kommunen ligger i kantonen Ailly-le-Haut-Clocher som tillhör arrondissementet Abbeville. År 2022 hade Buigny-l'Abbé 337 invånare.

## Befolkningsutveckling
Antalet invånare i kommunen Buigny-l'Abbé
| Referens: INSEE |